# Ploennies (Adelsgeschlecht)

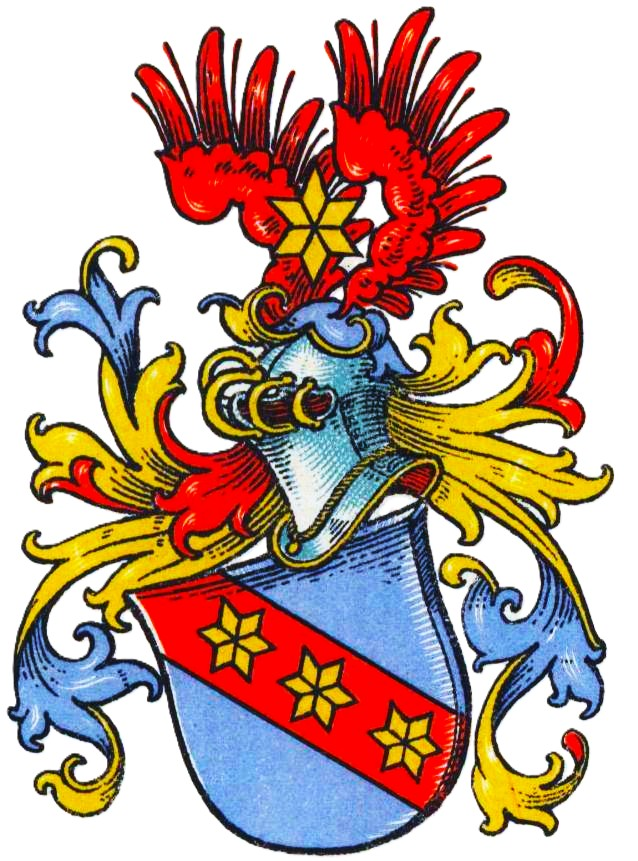
Wappen derer von Ploennies von 1487 im Wappenbuch des Westfälischen Adels

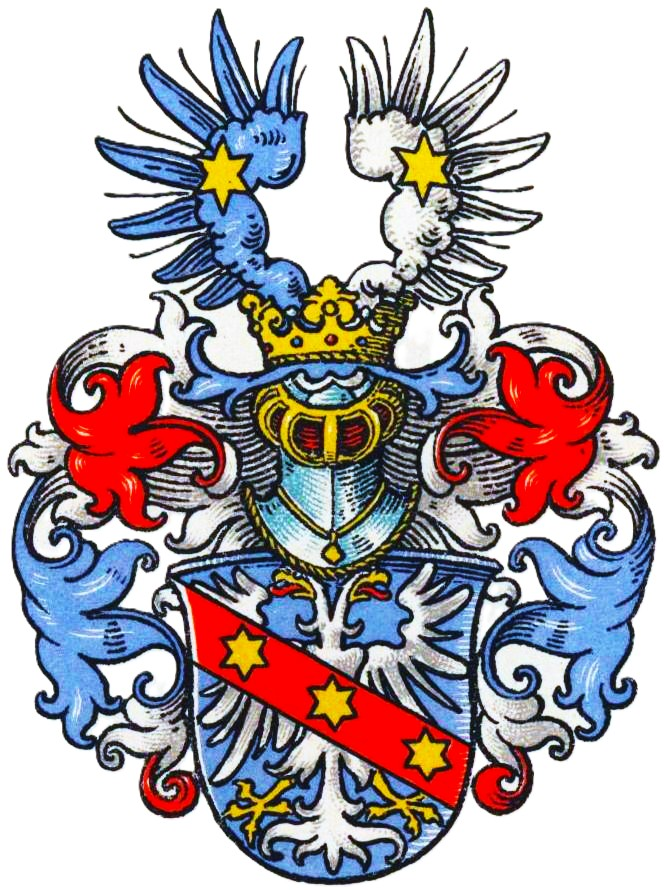
Wappen derer von Ploennies von 1532 im Wappenbuch des Westfälischen Adels

Ploennies, auch Plönnies, Plönies oder Plonies ist der Name eines ursprünglich aus Westfalen stammenden Lübecker Patrizier- und Reichsadelsgeschlechts.

## Geschichte
Der Ursprung des Geschlechtes liegt am Niederrhein. Es ist erstmals nachweisbar mit Peter Plonies, der 1425 Bürgermeister in Kempen war. 1487 erhielt sein Enkel Willibald Plonies, Wandschneider, Fernhändler und Bürgermeister von Münster in Westfalen einen Wappenbrief. Anfang des 16. Jahrhunderts kam die Familie nach Lübeck, wo sie Teil des reichsstädtischen Patriziats wurde. Kaiser Karl VI. bestätigte mit Diplom vom 30. Oktober 1719 dem Joachim Georg von Ploennies, dass bereits Kaiser Karl V. mit Diplom vom 12. Juni 1532 den kaiserlichen Rat und Bürgermeister von Lübeck Hermann Plönnies, nebst seinen Brüdern Willeprand und Walther, als adelig anerkannt und in den Reichsritterstand erhoben sowie das angeborene Wappen verbessert habe.
Der Sohn des Ratsherrn Friedrich von Ploennies, Friedrich von Ploennies (1631–1686), ging als Prokurator an das Reichskammergericht in Speyer und begründete den pfälzisch-hessischen Zweig der Familie. 1740 erreichte Georg Friedrich Plönnies eine Reichsritterstandserneuerung und -bestätigung mit dem Recht, sich Edler von Plönnies zu nennen.
Mehrere Familienmitglieder traten in staatliche Dienste als Offiziere oder Diplomaten. Hermann Ritter von Plönnies († 1914) erreichte den Rang eines Generalmajors der k.u.k. Armee. Sein gleichnamiger Sohn wurde österreichischer Diplomat und war zeitweilig Gesandter in Zagreb.
Friedrich Wilhelm von Ploennies († 1906) kam als deutscher Konsul nach Australien. Seine Nachkommen wurden dort wohnhaft.
Franz von Plönnies wurde fürstlich-leiningenscher Forstbeamter in Amorbach und wurde 1823 in die bayerische Adelsklasse immatrikuliert. Auch nach ihm leiteten Mitglieder der Familie über mehrere Generationen das fürstliche Forstamt in Amorbach.

### Besitzungen
- Penzin (Crivitz), heute Ortsteil von Blankenberg, 1680–1802 und 1813–1817

## Wappen
Das Stammwappen zeigt in Blau einen mit drei goldenen Sternen belegten roten Schrägrechtsbalken. Auf dem Helm mit rot-goldenen Decken ein silberner Stern zwischen offenem roten Flug.
Mit kaiserlichem Diplom von 1532 wurde das Wappen gebessert und zeigt seitdem in Blau einen rot bezungten, silbernen Doppeladler, überzogen von einem mit drei goldenen Sternen belegten roten Schrägrechtsbalken. Auf dem gekrönten Helm mit blau-silbernen Decken ein blauer und ein silberner Adlerflügel, jeder mit einem goldenen Stern belegt. Das Wappen von 1719 ist im Wesentlichen identisch, zeigt jedoch einen Schräglinksbalken.

## Bedeutende Vertreter
- Hermann Plönnies († 1533) Bürgermeister der Hansestadt Lübeck
- Heinrich Plönnies († 1580) Bürgermeister der Hansestadt Lübeck

1. Friedrich von Ploennies (1607–1686), Ratsherr in Lübeck
  1. Friedrich von Ploennies (1631–1686), Prokurator am Reichskammergericht in Speyer
    1. Joachim Georg von Ploennies (1666–1733), Assessor am Reichskammergericht in Wetzlar
    2. Erich Philipp Ploennies (1672–1751), Mathematiker, Baumeister und Kartograph
      1. Georg Friedrich von Ploennies (1708–1762), Advokat am Reichskammergericht in Wetzlar
        1.           1. August von Ploennies (1796–1847), Hofmedicus in Darmstadt, verheiratet mit Luise von Plönnies, geb. Leisler (1803–1872), Dichterin
            1. Wilhelm von Ploennies (1828–1871), Militärschriftsteller und Übersetzer
              1. Friedrich Wilhelm von Ploennies (1860–1906), kaiserlich deutscher Konsul in Brisbane
              2. Maximilian von Ploennies (1863–1914), preußischer Major, Vorstand des Artillerie-Depots in Darmstadt, Ehrenritter des Johanniter-Ordens
              3. Ludwig von Ploennies (1865–1923), preußischer Oberstleutnant

            2. Hermann Ritter von Ploennies (1834–1914), österreichischer General
              1. Hermann Ritter von Ploennies, österreichischer Gesandter

  2. Gotthard Ploennies (1657–1726), deutscher Jurist und kurzzeitig Ratsherr der Hansestadt Lübeck

- Otto von Plönnies († 1895), Schriftsteller in San Francisco
- Walter von Plönnies († 1907), Forstrat in Amorbach